# Situation Two
Situation Two fue una compañía discográfica independiente fundada en 1981 y cesada en 1992 por Peter Kent que difundió artistas que son actualmente de culto y que prevalecen hasta las fechas, con diversos géneros del rock, incluyendo indie rock, garage rock, rock gótico, entre otros.
Después de su cese algunos que laboraban en la discográfica están actualmente en la igual discográfica independiente 4AD.
La música de Situation Two actualmente es distribuida por Warner Music Group y Beggars Banquet Records que es una subsidiaria de Situation Two.

## Algunos artistas de la discográfica
- The Associates
- The Charlatans
- The Cult
- The Fall
- Gene Loves Jezebel
- Ministry